# Дин Корт
«Дин Корт» (англ. Dean Court), официальное спонсорское название «Вайталити Стэдиум» (англ. Vitality Stadium), до этого назывался «Голдсэндс» — футбольный стадион в английском городе Борнмут, графство Дорсет. Является домашней ареной футбольного клуба «Борнмут» и вмещает 11 464 зрителя. Стадион ранее был известен под названием «Файтнесс Фест», а в июле 2011 года был переименован в «Сьюард» после того, как права на именование были проданы «Сьюард Мотор Групп». После, в феврале 2012 года, стадион получил на два года новое имя — «Голдсэндс» .

## История
«Дин Корт» назван в честь семьи из Борнмута Купер-Дин, которые предоставили землю для футбольного клуба в 1910 году. Одна из трибун стадиона была использована для выставки «Уэмбли» в 1924 году. Рекорд посещаемости стадиона — 28 799 зрителей — был зафиксирован в матче Кубка Англии против «Манчестер Юнайтед» в 1957 году.
«Дин Корт» был полностью перестроен в 2001 году: стадион «повернули» на 90 относительно прежнего местоположения, а также немного отодвинули от близлежащих домов. Были построены три трибуны. Клуб продал стадион в декабре 2005 года по возвратному лизингу лондонской компании Structadene.
Стадион часто используется как концертная площадка. В 2006 году здесь состоялся концерт Элтона Джона.
В апреле 2010 года Северная трибуна была переименована в честь рекордсмена по количеству проведенных матчей за клуб «Борнмут» Стива Флетчера